# Maindargi
Maindargi es una ciudad y  municipio situada en el distrito de Solapur en el estado de Maharashtra (India). Su población es de 12363 habitantes (2011). Se encuentra a 42 km de Solapur.

## Demografía
Según el censo de 2011 la población de Maindargi era de 12363 habitantes, de los cuales 6217 eran hombres y 6146 eran mujeres. Maindargi tiene una tasa media de alfabetización del 67,83%, inferior a la media estatal del 82,34%: la alfabetización masculina es del 78,24%, y la alfabetización femenina del 57,40%.